# Frank Parker
Frank ("Frankie") Andrew Parker (31 de Janeiro de 1916, Milwaukee, Wisconsin, USA – 24 de Julho de 1997) foi um tenista dos Estados Unidos. Entrou para o International Tennis Hall of Fame em 1966.

## Títulos

### Grand Slam
- Foi bicampeão do Torneio de Roland-Garros, em 1948 e 1949
- Também foi bicampeão no US Open de tênis, dos Estados Unidos, em 1944 e 1945.

### Masters Series
Parker foi campeão no Master de Cincinnati de 1941. Também conquistou o bicampeonato no Canada Masters, em 1932 e 1938.

### ATP Tour
É também tetracampeão do Aberto de Los Angeles, vencendo em 1941, 1942, 1944 e 1945.

## Grand Slam finais

### Simples
Títulos (4),  vices (2)
| Resultado | Ano  | Campeonato           | Piso   | Oponente        | Placar                  |
| --------- | ---- | -------------------- | ------ | --------------- | ----------------------- |
| Vice      | 1942 | U.S. Championships   | Grama  | Ted Schroeder   | 6–8, 5–7, 6–3, 6–4, 2–6 |
| Campeão   | 1944 | U.S. Championships   | Grama  | William Talbert | 6–4, 3–6, 6–3, 6–3      |
| Campeão   | 1945 | U.S. Championships   | Grama  | William Talbert | 14–12, 6–1, 6–2         |
| Vice      | 1947 | U.S. Championships   | Grama  | Jack Kramer     | 6–4, 6–2, 1–6, 0–6, 3–6 |
| Campeão   | 1948 | French Championships | Saibro | Jaroslav Drobný | 6–4, 7–5, 5–7, 8–6      |
| Campeão   | 1949 | French Championships | Saibro | Budge Patty     | 6–3, 1–6, 6–1, 6–4      |

### Duplas
Títulos (3), Vices (2)
| Resultado | Ano  | Campeonato           | Parceiro        | Oponentes                    | Placar                  |
| --------- | ---- | -------------------- | --------------- | ---------------------------- | ----------------------- |
| Vice      | 1933 | U.S. Championships   | Frank Shields   | George Lott Lester Stoefen   | 13–11, 7–9, 7–9, 3–6    |
| Campeão   | 1943 | U.S. Championships   | Jack Kramer     | Bill Talbert David Freeman   | 7–5, 8–6, 3–6, 6–1      |
| Vice      | 1948 | U.S. Championships   | Ted Schroeder   | Gardnar Mulloy Bill Talbert  | 6–1, 7–9, 3–6, 6–3, 7–9 |
| Campeão   | 1949 | French Championships | Pancho Gonzales | Eustace Fannin Eric Sturgess | 6–3, 8–6, 5–7, 6–3      |
| Campeão   | 1949 | Wimbledon            | Pancho Gonzales | Gardnar Mulloy Ted Schroeder | 6–4, 6–4, 6–2           |